# Atarba macracantha
Atarba macracantha är en tvåvingeart som beskrevs av Alexander 1943. Atarba macracantha ingår i släktet Atarba och familjen småharkrankar. Inga underarter finns listade i Catalogue of Life.